# فنجاني أسترالي
فنجاني أسترالي (الاسم العلمي:Peziza australica) هو نوع من الفطريات يتبع جنس الفنجاني من فصيلة الفنجانية.